# Nambu Kijirō

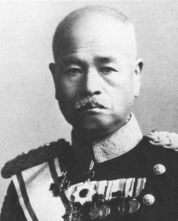
General Nambu Kijirō

Nambu Kijirō (jap. 南部 麒次郎; * 22. September 1869; † 1. Mai 1949) war ein Offizier in der Kaiserlich Japanischen Armee. Er gründete die Nambu Jūseizōsho (南部銃製造所, „Schusswaffenfabrik Nambu“; engl. Nambu Arms Manufacturing Co.) Sein Spitzname lautete Japans John Browning.
Nambu wurde als zweiter Sohn in eine Samurai-Familie in Hizen-Nabeshima, heute Präfektur Saga, geboren. Das Elternhaus war sehr konservativ und kaisertreu. Im Heeresarsenal Tokio und in nach seiner Ausmusterung als Generalleutnant gegründeten Waffenfabrik wurden verschiedene Pistolen, Maschinengewehre und Maschinenpistole neu entworfen, die teilweise seinen Namen tragen und im Zweiten Weltkrieg zum Einsatz kamen – darunter die Pistole Typ 14. Nambu starb nach dem Ende des Krieges eines natürlichen Todes.